# Jón Ingi Guðmundsson
Jón Ingi Guðmundsson (Patreksfjörður, 16 settembre 1909 – Reykjavík, 5 maggio 1989) è stato un pallanuotista islandese che ha partecipato alle Olimpiadi estive del 1936.